# Matkonjärvi
Matkonjärvi är en sjö i kommunen Nyslott i landskapet Södra Savolax i Finland. Sjön ligger 78,3 meter över havet. Arean är 59 hektar och strandlinjen är 5,51 kilometer lång. Sjön  ingår i Vuoksens huvudavrinningsområde.   Den ligger omkring 110 kilometer öster om S:t Michel och omkring 310 kilometer nordöst om Helsingfors. 
I sjön finns ön Matkonsaari. 